# Mistrzostwa NACAC w Wielobojach 2012
7. Mistrzostwa NACAC w Wielobojach – zawody lekkoatletyczne, które odbyły się 26 i 27 maja 2012 w Ottawie.
Zawody były kolejną odsłoną cyklu IAAF World Combined Events Challenge w sezonie 2012.

## Rezultaty
| Poz. | Zawodnik            | Rezultat  |
| ---- | ------------------- | --------- |
| 1.   | José Angel Mendieta | 7792 pkt. |
| 2.   | Eric Broadbent      | 7498 pkt. |
| 3.   | Roman Garibay       | 7149 pkt. |
| 4.   | Mark Chenery        | 7123 pkt. |
| 5.   | Pat Arbour          | 7002 pkt. |

| Poz. | Zawodniczka        | Rezultat  |
| ---- | ------------------ | --------- |
| 1.   | Yorgelis Rodríguez | 5819 pkt. |
| 2.   | Jen Cotten         | 5656 pkt. |
| 3.   | Yasmiany Pedroso   | 5650 pkt. |
| 4.   | Yilian Durruthy    | 5602 pkt. |
| 5.   | Francia Manzanillo | 5531 pkt. |